# Yester House

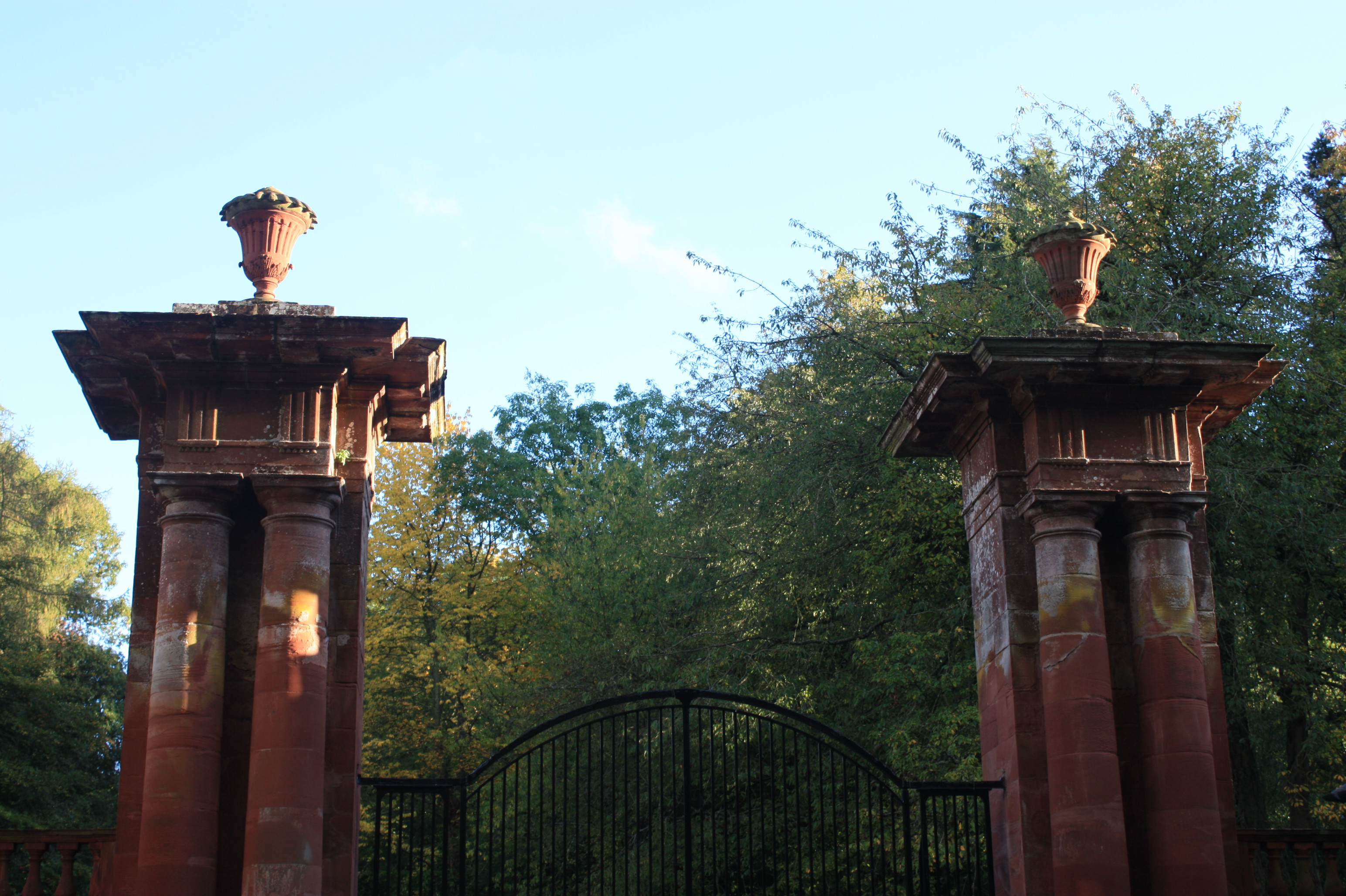
Les poteaux de la porte ouest, Yester House

Yester House est un manoir du début du XVIIIe siècle près de Gifford dans l'East Lothian, en Écosse. C'est la maison de la famille Hay, plus tard marquis de Tweeddale, du XVe siècle jusqu'à la fin des années 1960. La construction de la maison actuelle commence en 1699 et se poursuit jusqu'au XVIIIe siècle en une série de phases de construction. Elle est maintenant protégée en tant que bâtiment classé de catégorie A,  et les terrains de la maison sont inclus dans l'inventaire des jardins et des paysages conçus en Écosse, la liste nationale des jardins importants.

## Histoire
Les terres de Yester sont concédées à Hugo de Giffard, un Normand, au XIIe siècle. Yester Castle, à environ 1 mille au sud-est de la maison actuelle, est construit par les Gifford à la fin du XIIIe siècle.
L'héritière des Gifford se marie dans la famille Hay, qui est élevée à la pairie en 1488 sous le nom de Lord Hay of Yester. En 1646, le 8e Lord Hay est créé comte de Tweeddale et envisage la construction d'une nouvelle maison à Yester. Le 1er comte acquiert son titre pour son soutien à Charles Ier, mais siège ensuite dans deux parlements du Commonwealth. Son fils, le 2e comte de Tweeddale, est nommé au Conseil privé d'Écosse après la Restauration. Il commence à améliorer le domaine, avec la plantation de bois. C'est à cette époque que le village médiéval de Yester est déplacé vers son emplacement actuel à Gifford. Le comte consulte William Bruce en 1670, en vue de la construction d'une nouvelle maison, bien que rien ne soit fait à cette époque. À partir de 1676, Yester est le deuxième domaine écossais (après Lennoxlove House) à pratiquer l'« enclos » en ajoutant huit milles de murs de pierre pour clôturer les bois.
Des jardins à la française sont créés et des parcs aménagés dans les années 1680 et 1690. Ces jardins inspirés de Versailles sont supprimés dans les années 1750 en réaction à la nouvelle mode des parcs ouverts.
Pour son soutien à Guillaume d'Orange, le 2e comte est nommé Lord chancelier d'Écosse en 1692 et 1er marquis de Tweeddale en 1694. John Hay, 2e marquis de Tweeddale, qui hérite du domaine en 1697, emploie James Smith et Alexander McGill pour commencer à travailler sur une nouvelle maison en 1697. Le 2e marquis soutient les Actes d'Union et siège à Westminster en tant que pair représentatif. Lorsqu'il meurt en 1713, les travaux de construction sont toujours en cours ; la maison principale est achevée en 1715, lorsque le 3e marquis meurt.
John Hay, 4e marquis de Tweeddale, est également pair représentatif à partir de 1722. L'intérieur de la maison est terminé en 1728, mais en 1729, le 4e marquis nomme William Adam pour apporter des modifications au toit et à la façade principale, et au milieu des années 1730 aux intérieurs. William est remplacé comme architecte à Yester par ses fils Robert et John, qui effectuent des modifications à l'intérieur en 1761, et une autre refonte de la façade dans les années 1780 ainsi que la refonte des jardins dans un style informel dans les années 1760. La maison est modifiée dans les années 1830, avec l'entrée déplacée vers la façade ouest, et est modernisée à la fin du XIXe siècle par Robert Rowand Anderson pour le 11e marquis.
Le domaine est vendu à la fin des années 1960 après la mort de William Hay, 11e marquis de Tweeddale, en 1967 à deux antiquaires. En 1972, il est acheté par le compositeur italien Gian Carlo Menotti en raison de l'acoustique de la salle de bal. Le célèbre Lee Trevino loue la maison tout en remportant son deuxième championnat de golf en 1972. Après la mort de Menotti, la maison est mise en vente par sa famille avec un prix compris entre 12 et 15 millions de livres sterling. Selon les détails de la vente, la maison a une superficie intérieure brute de 3 213 mètres carrés ( Unité «  » inconnue du modèle {{Conversion}}.). En 2015, le domaine est vendu à Nicola et Gareth Wood, fils de Sir Ian Wood .